# Genowefa Gołuch
Genowefa Gołuch – polska „Sprawiedliwa wśród Narodów Świata”. 

## Życiorys
W trakcie II wojny światowej pomagała Żydom. Mieszkała wówczas we wsi Żyrzyn nieopodal Lublina. Mimo sprzeciwu męża, ukrywała w swoim mieszkaniu Pinchasa Dolińskiego, Bucio Lewina i jeszcze jedną osobę. Zorganizowała dla nich kryjówkę w gospodarstwie. Niestety, jej mąż stale sprzeciwiał się jej pomocy, przez co zmuszona była odprawić swoich podopiecznych. Sporadycznie dostarczała im jednak żywności i odzieży, gdy ci ukrywali się w okolicy.   
3 listopada 1992 r. Instytut Jad Waszem uhonorował Genowefę Gołuch medalem „Sprawiedliwy wśród Narodów Świata”.